# Orsa landsfiskalsdistrikt
Orsa landsfiskalsdistrikt var 1918–1964 ett landsfiskalsdistrikt i Kopparbergs län, bildat när Sveriges indelning i landsfiskalsdistrikt trädde i kraft den 1 januari 1918, enligt beslut den 7 september 1917. Den 1 januari 1965 avskaffades i Sverige samtliga landsfiskaler och landsfiskalsdistrikt, och deras arbetsuppgifter delades upp på de nyskapade indelningarna polisdistrikt, åklagardistrikt och kronofogdedistrikt.
Landsfiskalsdistriktet låg under länsstyrelsen i Kopparbergs län.

## Ingående områden
När Sveriges nya indelning i landsfiskalsdistrikt trädde i kraft den 1 oktober 1941 (enligt kungörelsen den 28 juni 1941) tillfördes Våmhus landskommun samt del av Mora landskommun från det upplösta Våmhus landsfiskalsdistrikt. När Sveriges nya indelning i landsfiskalsdistrikt trädde i kraft den 1 januari 1952 (enligt kungörelsen 1 juni 1951) ändrades inte distriktets omfattning. Den 1 januari 1959 ombildades Mora landskommun till Mora köping, dock utan förändring i distriktets omfattning.

### Från 1918
- Orsa landskommun

### Från 1 oktober 1941
- Orsa landskommun
- Del av Mora landskommun: Mora landskommuns inom Våmhus belägna enklaver samt området norr om Våmhus landskommun. Resterande delen av Mora landskommun tillhörde Mora landsfiskalsdistrikt.
- Våmhus landskommun

### Från 1 januari 1959
- Orsa landskommun
- Del av Mora landskommun: Mora köpings inom Våmhus belägna enklaver samt området norr om Våmhus landskommun. Resterande delen av Mora köping tillhörde Mora landsfiskalsdistrikt.
- Våmhus landskommun